# The Haunted House (court métrage)
Pour les articles homonymes, voir Haunted House.
Série Mickey Mouse
Le Fou de jazz
(1929) Les Vagues sauvages
(1929)
Pour plus de détails, voir Fiche technique et Distribution.
The Haunted House est un court-métrage d'animation américain des studios Disney de la série des Mickey Mouse réalisé par Walt Disney et Jack King, sorti en 1929.
Sorti le 1er août 1929 The Haunted House est l'un des douze courts métrages de Mickey Mouse sortis durant l'année 1929. Il a été réalisé par Walt Disney et Jack King.

## Synopsis
Voulant s'abriter d'une tempête, Mickey se retrouve dans une vieille demeure délabrée. À l'intérieur, des squelettes, après quelques intimidations effrayantes, imposent à Mickey de jouer pour eux de l'orgue afin qu'ils puissent danser. Mickey s'exécute au grand plaisir des esprits.

## Fiche technique
- Titre : The Haunted House[2]
- Série : Mickey Mouse
- Réalisation : Walt Disney et Jack King
- Musique : Carl W. Stalling
- Voix : Walt Disney (Mickey), George Magrill (Grim Reaper)(voix)
- Producteurs : Walt Disney, John Sutherland
- Société de  production : Disney Brothers Studios
- Société de distribution : Celebrity Productions
- Pays de production:  États-Unis
- Langue : Anglais américain
- Format : Noir et blanc — 35 mm — 1,33:1 — Son : Mono (Cinephone)
- Genre : Comédie
- Durée : 7 minutes
- Dates de sortie :
  - États-Unis : 1er août 1929[3]

## Distribution
- Walt Disney : Mickey (voix)
- George Magrill : Grim Reaper) (voix)

## À noter
- Quelques jours plus tard (le 22 août), la première des Silly Symphonies, La Danse macabre aura comme thème principal des squelettes dansants.